# Thekla (fille de Théophile)
Thekla (grec moderne : Θέκλα ; début des années 820 ou 830 – après 870), est une princesse de la dynastie amorienne de l'Empire byzantin. Fille aînée de l'empereur byzantin Théophile et de l'impératrice Théodora, elle est proclamée augusta à la fin des années 830. Après la mort de Théophile en 842 et la régence de sa mère pour le frère cadet de Thekla, Michel III, Thekla est associée au régime en tant que co-impératrice aux côtés de Théodora et Michel III.
Thekla est déposée par Michel III, peut-être en même temps que sa mère, en 856 et envoyée dans un couvent de Constantinople. Quelque temps plus tard, elle aurait repris les affaires impériales et serait devenue la maîtresse de l'ami de Michel III et co-empereur Basile Iᵉʳ. Après que Basile assassine Michel III en 867 et prend le pouvoir en tant qu'unique empereur, Thekla est négligée en tant que maîtresse et elle prend un autre amant, Jean Neatokometes. Une fois que Basile Iᵉʳ découvre la liaison, Thekla tombe en disgrâce. Elle est battue et ses biens sont confisqués.

## Biographie
Thekla naît à une date incertaine, car le calcul de sa date de naissance dépend de l'année du mariage de ses parents, estimée soit vers 820/821, soit vers 830. Elle est donc née soit au début des années 820, soit au début des années 830. L'historien Warren Treadgold lui donne une date de naissance en 831, et l'historien Juan Signes Codoñer (es) au printemps 822. Elle est présentée par des sources contemporaines comme l'aînée des enfants de l'empereur byzantin Théophile et de l'impératrice Théodora ; mais certains historiens, tels que John Bagnell Bury et Ernest Walter Brooks, soutiennent que sa sœur Maria est l'aînée sur la base qu'elle est la seule des filles à avoir été fiancée, et généralement l'aînée est mariée en premier. Elle est nommée d'après la mère de Théophile, Thekla. Thekla a six frères et sœurs : les quatre sœurs sont Anna, Anastasia, Pulchérie et Maria, dont Théophile est très fier, et les deux frères sont Constantin et Michel III. Constantin, qui peu de temps après sa naissance est proclamé co-empereur par son père, se noie dans une citerne du palais alors qu'il est encore enfant.

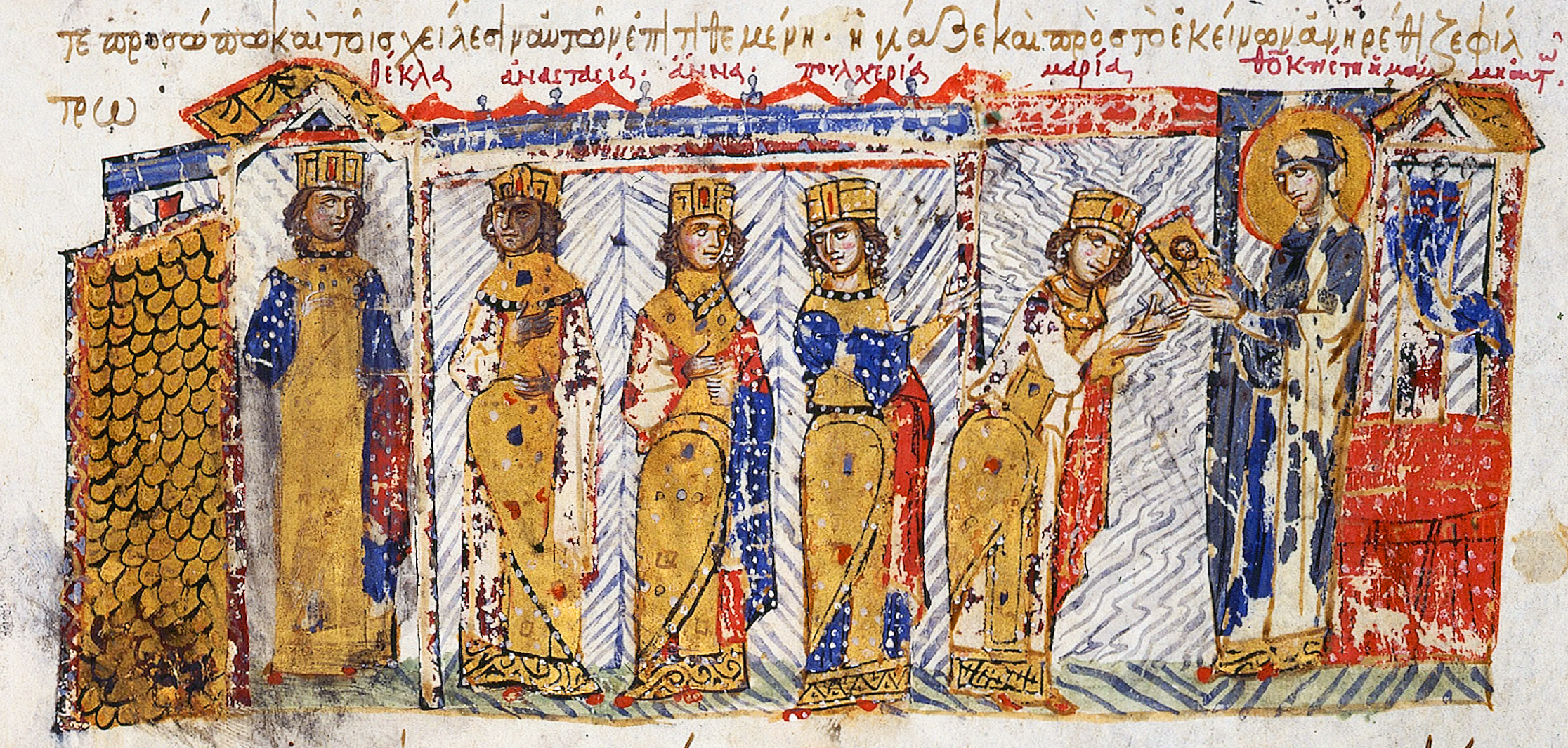
Les filles de Théophile et de Théodora sont instruites dans la vénération des icônes par leur grand-mère Théoktiste. Thekla est la première figure à partir de la gauche. Chronique de Skylitzès de Madrid.

Dans les années 830, les sœurs aînées Thekla, Anna et Anastasia sont toutes proclamées augustae, titre honorifique parfois accordé aux femmes de la famille impériale. Cet événement est commémoré par l'émission d'un ensemble inhabituel de pièces de monnaie représentant Théophile, Théodora et Thekla d'un côté et Anna et Anastasia de l'autre. Bien que Théophile soit un iconoclaste convaincu et donc opposé à la vénération des icônes, Thekla apprend à les vénérer en secret avec l'aide de sa mère et la belle-mère de Théophile, Euphrosyne. Théophile construit un palais pour Thekla et ses sœurs à ta Karianou. Peu avant sa mort, Théophile veut fiancer Thekla à Louis II, l'héritier de l'Empire carolingien, afin d'unifier les deux empires contre la menace des invasions arabes continues. Une telle union aurait également été avantageuse pour le père de Louis II, Lothaire Iᵉʳ, qui est engagé dans une guerre civile contre ses frères. En raison de la défaite de Lothaire à la bataille de Fontenoy en 841 et de la mort de Théophile en 842, le mariage n'a jamais lieu.
Après la mort de Théophile le 20 janvier 842, l'impératrice Théodora devient régente du jeune frère de Thekla, Michel III, âgé de trois ans. En pratique, Théodora règne de son propre chef et est souvent reconnue comme une impératrice régnante par les érudits modernes, bien que l'eunuque Théoktistos détienne beaucoup de pouvoir. Les pièces de monnaie émises au cours de la première année du règne de Théodora représentent Théodora seule à l'avers et Michel III avec Thekla au revers. La seule des trois à avoir reçu un titre est Théodora (Theodora despoina, « la Dame Théodora »). Thekla est associée au pouvoir impérial en tant que co-impératrice aux côtés de Théodora et de Michel III ; cette réalité est indiquée par sa représentation sur les pièces de monnaie, où elle est représentée comme plus grande que Michel III. Un sceau impérial, datant également du début du règne de Théodora, nomme non seulement Michel III, mais aussi Théodora et Thekla « empereurs des Romains ». Cela peut suggérer que Théodora considère sa fille, tout comme son fils, comme une future héritière potentielle. Le numismate Philip Grierson remarque que des documents datés de l'époque de la frappe des pièces prouvent qu'elle est « officiellement associée à Théodora et à Michel III dans le gouvernement de l'Empire ». Cependant, l'historien George Ostrogorsky déclare que Thekla ne semble pas avoir été intéressée par les affaires gouvernementales. Thekla tombe gravement malade en 843 et aurait été guérie en visitant le monastère de Theotokos à Constantinople ; pour avoir guéri Thékla, Théodora émet une chrysobulle au monastère.
Le 15 mars 856, le règne de Théodora prend officiellement fin avec la proclamation de Michel III comme seul empereur. En 857 ou 858 Théodora est expulsée du palais impérial et confinée dans un couvent à Gastria, à Constantinople ;  le monastère avait été transformé d'une maison par sa grand-mère maternelle, Theoktiste, probablement pendant le règne de Théophile. Thekla et les autres sœurs sont soit expulsées et placées dans le même couvent au même moment, soit y sont déjà depuis un certain temps. On ne sait pas avec certitude si elles sont ordonnées religieuses : il se peut qu'elles aient réellement été ordonnées, ou que cela ait été seulement voulu. Dans une autre version du récit, elles sont confinées au palais de ta Karianou en novembre 858, peut-être dans un cadre semi-monastique. Une autre version prétend qu'elles sont immédiatement placées dans le monastère de Gastria. Le récit le plus courant indique que Théodora est confinée au monastère avec Pulchérie, tandis que Thekla et ses autres sœurs Anna et Anastasia sont d'abord gardées au palais de ta Karianou, mais peu de temps après transférées au monastère de Gastria et faites nonnes. Théodora est peut-être libérée du couvent vers 863. Selon la tradition de Syméon Logothète, un historien byzantin du Xᵉ siècle, Thekla est également libérée et utilisée par Michel III pour tenter de conclure un accord politique. Il affirme que vers 865, Michel marie son amante de longue date Eudokia Ingerina à son ami et co-empereur Basile Iᵉʳ, afin de masquer la relation continue de Michel et Eudokia. Certains historiens, comme Cyril Mango, pensent que Michel agit ainsi après que Eudokia tombe enceinte de lui, pour s'assurer que l'enfant naisse légitime. Cependant, la neutralité de Syméon est contestée et d'autres sources contemporaines ne parlent pas de cette conspiration, ce qui conduit plusieurs byzantistes éminents, tels qu'Ostrogorsky et Nicolas Adontz, à rejeter ce récit.
Selon Syméon, Michel aurait également proposé à Basile de prendre Thekla comme maîtresse, peut-être pour détourner son attention d'Eudokia, un plan auquel Thekla aurait consenti. Ainsi, Thekla, qui, selon Treadgold, a 35 ans à l'époque, devient la maîtresse de Basile au début de 866, selon le récit de Syméon. L'historien William Greenwalt spécule sur les raisons qui poussent Thekla à accepter cette relation : le ressentiment d'avoir été célibataire pendant si longtemps, la stature physique imposante de Basile ou le gain politique. Après que Basile assassine Michel III en 867 et prend le pouvoir pour lui-même, Syméon écrit que Thekla est alors négligée et prend un autre amant, Jean Neatokometes, quelque temps après 870. Lorsque Basile est mis au courant de l'affaire, il fait battre Jean et l'enferme dans un monastère. Thekla est également battue et ses biens sont confisqués. Mango, qui soutient la théorie des liaisons présumées, fait remarquer que Basile a déjà de bonnes raisons de détester Neatokometes, mais il estime que la meilleure explication de la réaction de Basile est que « Thekla a auparavant occupé une certaine place dans sa vie », en tant que maîtresse. Le De Ceremoniis, un livre byzantin du Xᵉ siècle sur le protocole et l'histoire de la cour, indique qu'elle est enterrée dans le monastère de Gastria, où elle a été confinée plus tôt, dans un sarcophage avec sa mère et ses sœurs Anastasia et Pulcheria.